# 711-й зал Лувра
711-й зал Лувра (до 2018 года — 6-й и 7-й залы галереи Денон) посвящён итальянской живописи. Здесь выставлены Мона Лиза Леонардо да Винчи, Брак в Кане Галилейской и другие картины Веронезе, картины Тинторетто, Тициана и других венецианских художников XVI века.
Зал расположен на первом этаже крыла Денон. В нём представлена венецианская коллекция Лувра, самая большая коллекция венецианского искусства, находящаяся за пределами Венеции. В год зал посещает 7-8 миллионов посетителей. Это один из самых больших залов Лувра, площадью 698 м².

## Название зала
Зал также известен под своим французским названием фр. Salle des États — Зал законодательного собрания, отсылающим к первоначальному использованию зала во времена Второй империи. Слово фр. états используется здесь в смысле «сословия», так же, как и в выражении фр. États Généraux — Генеральные штаты, высшее сословно-представительское учреждение в дореволюционной Франции, объединявшее дворянство, духовенство и третье сословие.
В русской литературе встречается также перевод, основанный на другом смысле слова фр. états — страна, государство: Зал государств или Зал стран.
Зал также часто называется по находящейся там картине Леонардо да Винчи — Зал Джоконды или Зал Моны Лизы.

## История зала
Зал был создан в 1855—1857 годах. Наполеон III распорядился создать зал для того, чтобы иметь возможность созывать Законодательный корпус прямо в своей резиденции. Зал предназначался для общих собраний законодательного корпуса, в том числе для законодательных сеансов (фр. séances des États), что и дало ему название. Строительством руководил архитектор Лефюэль. Зал освещался тремя рядами окон, по его периметру находился поддерживаемый колоннадой балкон. В 1858—1859 годах сводчатый потолок был украшен фреской Шарля Луи Мюллера, прославляющей имперскую Францию; среди отображённых тем — Французская империя защищает Искусство, Индустрию, Науку и Религию, Триумф Наполеона I и Триумф Карла Великого. Помимо приёма законодательных собраний, зал использовался для торжественных церемоний — так, например, 14 августа 1859 года Наполеон III здесь давал банкет верховному командованию итальянской армии. Здесь же Наполеону III вручили результаты плебисцита 8 мая 1870 года, низвергавшего Вторую империю.
После падения Империи зал был передан музею Лувра, который уже до того периодически занимал зал в перерывах между сессиями законодательного собрания. Архитектор Эдмон Гийом (Edmond Guillaume) переделал оформление зала, полностью убрав все отсылки ко Второй империи. Сводчатый потолок был заменён на окно, а предыдущие окна спрятаны за фальшивыми стенами. Стены были украшены новыми аллегориями: Старая Франция защищает искусство и Новая Франция защищает искусство, а также портретами французских художников. Инаугурация нового зала состоялась в 1886 году. Новый зал получил название фр. Salon carré de la peinture française du XIXe siècle («Квадратный салон французской живописи XIX века») — не путать с ныне существующим 708-м залом, известным под названием фр. Salon carré du Louvre («Квадратный салон Лувра»). Зал порой также назывался фр. Nouvelle salle des États («Новый зал законодательного собрания»). Вплоть до Второй мировой войны зал сохранил это название, так же как назначение и оформление, данные ему в конце XIX века.
Во время Первой мировой войны большинство картин зала было эвакуировано в Тулузу.
В 1930 году в Зале законодательного собрания прошла ретроспектива Делакруа, приуроченная к 100-летию романтизма в искусстве.
Во время Второй мировой войны картины снова были эвакуированы, их спрятали в разных замках Франции. В самом Зале законодательного собрания на время войны был устроен склад картинных рам.
В 1952 году зал был передан департаменту Итальянской живописи, и архитектор Жан-Жак Афнер (Jean-Jacques Haffner) перестроил его вокруг занимающего целую стену «Брака в Кане Галилейской» Веронезе. Оставшееся пространство было занято другими полотнами венецианских мастеров XVI века. Для оформления зала был выбран «современный» строгий стиль: стукко 1886 года убрали вместе со всем остальным декором, пропали последние следы арок от оригинального сводчатого потолка.
В 1966 году в Зал законодательного собрания перемещают «Мону Лизу». До 2000 года эта картина находилась, в соответствии с хронологией коллекции, в Большой Галерее Лувра, но постоянно растущий поток посетителей вынудил кураторов музея переместить полотно в Зал законодательного собрания, один из самых больших залов Лувра.
В 2001—2005 годах была сделана очередная реновация зала, архитектор Lorenzo Piqueras.
В 2019 году, в связи с подготовкой к 500-летию Леонардо да Винчи, зал был полностью обновлён. Работы заняли 10 месяцев, в том числе 4 месяца, в течение которых зал был закрыт. Во время ремонта все картины зала были сняты со стен, кроме «Брака в Кане Галилейской», провисевшей всё время на своём месте в специально созданном по этому случаю деревянном кофре, а также «Моны Лизы», остававшейся в зале в течение первых 6 месяцев ремонта. После ремонта структура зала была сохранена, но цвет стен изменили на «ночной синий», контрастирующий с палитрой венецианских мастеров, с лёгкими вариациями чёрного цвета. После обновления вся инфографика зала представлена на двух или трёх языках. Также предусмотрена возможность организации очереди к Джоконде, в случае высокого наплыва посетителей.

## Картины, выставленные в зале
| Русское название                                                                                                | Оригинальное название                     | Художник                    | Время создания | Размеры (см) | Изображение |
| --- | ----------------------------------------- | --------------------------- | -------------- | ------------ | ----------- |
| Мона Лиза | итал. Ritratto di Monna Lisa del Giocondo | Леонардо да Винчи           | 1503-1519      | 76,8×53      |             |
| Брак в Кане Галилейской                                                                                         | итал. Nozze di Cana                       | Паоло Веронезе              | 1562-1563      | 666×990      |             |
| Распятие |                                           | Паоло Веронезе              | 1584           | 102×102      |             |
| Обморок Эсфири                                                                                                  |                                           | Паоло Веронезе              | 1575           | 198×306      |             |
| Венецианка / Красавица Нани                                                                                     |                                           | Паоло Веронезе              | 1560           | 119×103      |             |
| Портрет женщины с ребёнком и собакой                                                                            |                                           | Паоло Веронезе              | 1546-1548      | 115×95       |             |
| Христос в Эммаусе                                                                                               |                                           | Паоло Веронезе              | 1559           | 241×415      |             |
| Воскрешение дочери Иаира                                                                                        |                                           | Паоло Веронезе              | 1546           | 42×37        |             |
| Семь планетарных божеств: Юпитер, Аполлон, Диана и Марс                                                         |                                           | Паоло Веронезе              | 1557           | 310×228      |             |
| Семь планетарных божеств: Венера, Сатурн и Меркурий                                                             |                                           | Паоло Веронезе              | 1557           | 310×228      |             |
| Мадонна с младенцем, Святая Иустина, Святой Георгий и коленопреклонённый монах-бенедиктинец                     |                                           | Паоло Веронезе              | 1554           | 100×99       |             |
| Сусанна и старцы                                                                                                |                                           | Паоло Веронезе              | 1550           | 198×198      |             |
| Рай / Коронация Богоматери                                                                                      |                                           | Тинторетто                  | 1580-е         | 143×362      |             |
| Автопортрет |                                           | Тинторетто                  | 1588           | 62,5×52      |             |
| Возложение тернового венца                                                                                      | итал. Incoronazione di spine              | Тициан                      | 1552-1543      | 303×180      |             |
| Юпитер и Антиопа                                                                                                |                                           | Тициан                      | 1535-1540      | 196×385      |             |
| Портрет Франциска I                                                                                             |                                           | Тициан                      | 1539           | 109×89       |             |
| Положение во гроб                                                                                               |                                           | Тициан                      | 1520           | 148×212      |             |
| Мадонна с ребёнком, Святой Стефан, Святой Иероним и святой Маврикий                                             |                                           | Тициан                      | 1520           | 110×137      |             |
| Мадонна с кроликом                                                                                              |                                           | Тициан                      | 1525-1530      | 71×87        |             |
| Мужчина с перчаткой                                                                                             |                                           | Тициан                      | 1520           | 100×89       |             |
| Портрет мужчины с рукой на поясе                                                                                |                                           | Тициан                      | 1520           | 118×96       |             |
| Христос в Эммаусе                                                                                               |                                           | Тициан                      | 1530           | 169×244      |             |
| Епитимья Святого Иеронима                                                                                       |                                           | Тициан                      | 1531           | 80×102       |             |
| Аллегория брака                                                                                                 |                                           | Тициан                      | 1530           | 123×107      |             |
| Женщина перед зеркалом                                                                                          |                                           | Тициан                      | 1515           | 99×76        |             |
| Пасторальный концерт                                                                                            |                                           | Тициан или Джорджоне        | 1509           | 105×136,5    |             |
| Вхождение животных в Ноев Ковчег                                                                                |                                           | Якопо Бассано               | после 1579     | 100,9×120,6  |             |
| Кузница Вулкана                                                                                                 |                                           | Якопо Бассано               | после 1577     | 137×191      |             |
| Два пса |                                           | Якопо Бассано               | после 1548     | 61×80        |             |
| Флора |                                           | Парис Бордоне               | 1540           | 105×85       |             |
| Мифическая пара                                                                                                 |                                           | Парис Бордоне               | 1540           | 130×124      |             |
| Портрет Thomas Stachel                                                                                          |                                           | Парис Бордоне               | 1540           | 107×86       |             |
| Портрет Винченцо Каппелло                                                                                       |                                           | Якопо Пальма (младший)      | 1610           | 117×91       |             |
| Поклонение пастухов                                                                                             |                                           | Якопо Пальма (старший)      | 1520-1525      | 140×210      |             |
| Портрет мужчины                                                                                                 |                                           | Доссо Досси                 | 1518-1520      | 95×77        |             |
| Венера и Купидон                                                                                                |                                           | Lambert Sustris             | 1550-е         | 132×184      |             |
| Иисус Христос, несущий крест                                                                                    |                                           | Лоренцо Лотто               | 1526           | 66×60        |             |
| Святое семейство с Иоанном Крестителем                                                                          |                                           | Лоренцо Лотто               | 1536-1537      | 150×237      |             |
| Христос и грешница                                                                                              |                                           | Лоренцо Лотто               | 1527-1529      | 124×156      |             |
| Святое семейство со Святой Екатериной и Святым Себастьяном                                                      |                                           | Себастьяно дель Пьомбо      | 1507-1508      | 95×36        |             |
| Святое семейство со Святыми Франциском, Антонием, Марией Магдалиной, Иоанном Крестителем и Праведной Елисаветой |                                           | Бонифацио Веронезе          | 1533           | 155×202      |             |
| Святое семейство на отдыхе с младенцем Иоанном Крестителем                                                      |                                           | Polidoro da Lanciano        | 1530           | 81×108       |             |
| Автопортрет |                                           | Джованни Джироламо Савольдо | 1525           | 91×123       |             |